# Públio Metílio Nepos (cônsul em 103)
Públio Metílio Nepos (em latim: Publius Metilius Nepos; m. 128) foi um senador romano nomeado cônsul sufecto para o nundínio de abril a junho de 103 com Quinto Bébio Mácer. Era filho de Públio Metílio Sabino Nepos, cônsul sufecto em 91 e governador da Britânia entre 95 e 97. Públio Metílio Segundo, cônsul sufecto em 123, e Públio Metílio Nepos, cônsul em 128, eram seus filhos.

## Carreira
Sabe-se que Nepos foi legado imperial de uma província romana entre 105 e 106, mas não se sabe qual (ela foi chamada apenas de "maximia provincia" em latim, possivelmente uma das Germânias, cujos governadores no período são desconhecidos. Segundo uma carta de Plínio, o Jovem, ele tinha consigo as obras de Nepos.
Em 128, já no reinado de Adriano, Nepos estava designado para um novo consulado sufecto, mas morreu antes de assumir o posto.